# Prisca (prophétesse)
Pour les articles homonymes, voir Prisca.
Prisca (en grec : Πρίσκα), souvent écrit sous la forme diminutive Priscilla (en grec : Πρίσκιλλα), est une dirigeante fondatrice et prophétesse du mouvement religieux aujourd'hui connu sous le nom de Montanisme, basé dans les villes phrygiennes de Pépouza et Tymion au IIe siècle de notre ère. Aux côtés des prophètes Montanus et Maximilla, elle propage une forme de christianisme selon laquelle l'Esprit Saint pénétrerait le corps humain et parlerait à travers lui.
À l'exception de Tertullien, toutes les informations historiques concernant sa vie, ainsi que le mouvement auquel elle est inextricablement liée, proviennent de sources extrêmement hostiles écrites plus d'un siècle après sa mort. Les écrivains de la Grande Église condamnent le Montanisme comme une hérésie et ses dirigeantes féminines comme des séductrices.
Aucune information n'existe sur sa vie avant son adhésion au mouvement. En rejoignant la secte, elle aurait abandonné son mari. Bien que les polémistes du IVe siècle aient dépeint Montanus comme le chef de la secte, les chercheurs modernes débattent de la mesure dans laquelle les trois prophètes partageaient le pouvoir. Dans le Panarion d'Épiphane de Salamine, il subdivise les adeptes de la Nouvelle Prophétie en de nombreuses catégories plus petites, dont les Priscillianistes. Épiphane définit les Priscillianistes comme ayant un respect particulier pour Priscilla en tant que dirigeante spirituelle, mais traite cela et le Montanisme comme des appellations interchangeables. Au début du IIIe siècle, Priscilla assume probablement la direction de la communauté avec Quintilla suivant la mort de Montanus et Maximilla.